# Éowyn (namn)
Éowyn är ett kvinnonamn som härrör från J.R.R. Tolkiens litterära figur Éowyn. Ēowynn är fornengelska för 'hästvän'; för etymologin av ēoh, se Joar.[källa behövs]
Den 31 december 2014 fanns det totalt 32 kvinnor folkbokförda i Sverige med namnet Éowyn, varav 3 bar det som tilltalsnamn.
Namnsdag: saknas